# Saison 2 de The Resident
Chronologie
Saison 1 Saison 3
Cet article présente le guide des épisodes de la deuxième saison de la série télévisée américaine  The Resident.

## Généralités
- Aux États-Unis, cette saison a été diffusée du 24 septembre 2018[1] au 6 mai 2019 sur le réseau Fox.
- Au Canada, elle a été diffusée en simultané sur le réseau CTV[2].
- En France, elle a été diffusée du 27 mai du 30 septembre 2020 sur TF1.
- Le 10 octobre 2018, la série obtient une saison complète de 22 épisodes[3]. Un épisode supplémentaire a été commandé portant la saison à 23 épisodes.

## Distribution

### Acteurs principaux
- Matt Czuchry (VF : Ludovic Baugin) : Resident Conrad Hawkins
- Emily VanCamp (VF : Cindy Tempez) : Infirmière Nicolette « Nic » Nevin
- Manish Dayal (VF : Nathanel Alimi) : Dr Devon Pravesh
- Shaunette Renée Wilson (VF : Laurence Mongeaud) : Dr Mina Okafor
- Bruce Greenwood (VF : Bernard Lanneau) : Dr Randolph Bell
- Malcolm-Jamal Warner (VF : Bertrand Dingé) : Dr AJ Austin[4]
- Glenn Morshower (VF : Richard Leroussel) : Marshall Winthrop[4]
- Jane Leeves : Kitt Voss[5]

### Acteurs récurrents
- Tasso Feldman (VF : Stéphane Marais) : Dr Irving Feldman
- Jessica Miesel (VF : Diane Kristanek) : Nurse Jessica Moore
- Tasie Lawrence (VF : Ana Piévic) : Priya Nair
- Warren Christie (VF : Thierry Wermuth) : Dr Jude Silva
- Vince Foster (VF : Jean Rieffel) : Dr Paul Chu
- Steven Reddington (VF : Nicolas Marais) : Bradley Jenkins
- Chris Mayers : Dr Steven Butler
- Jenna Dewan : Julian Lynn[6]
- Tanc Sade (en) : Josh Robinson[7]
- Daniella Alonso : Zoey Barlow[8]
- Miles Gaston Villanueva : Alec[9]

### Invités
- Melina Kanakaredes (VF : Céline Monsarrat) : Dr Lane Hunter (épisode 8)

## Épisodes

### Épisode 1:Panne de courant
- États-Unis : 24 septembre 2018 sur Fox[10]
- Canada : 24 septembre 2018 sur CTV
- France :
  - 3 septembre 2019 sur Warner TV
  - 27 mai 2020 sur TF1[11]

- États-Unis : 4,88 millions de téléspectateurs[12] (première diffusion)
- Canada : 1,113 million de téléspectateurs[13] (première diffusion + différé 7 jours)
- France : 4,213 millions de téléspectateurs (17,3 %)[14] (première diffusion)

- Patrick R. Walker : Micah Stevens
- Tate Ellington : Jason Thoms
- Adrienne Whitney Papp : Melanie Thoms
- Cyrina Fiallo : Rachel Bird
- Emily Tosta : Joplin Bird

### Épisode 2:Le Prince et le pauvre
- États-Unis : 1er octobre 2018 sur Fox
- Canada : 1er octobre 2018 sur CTV / 6 octobre 2018 sur CTV Montréal
- France
  - 3 septembre 2019 sur Warner TV
  - 27 mai 2020 sur TF1[11]

- États-Unis : 4,88 millions de téléspectateurs[15] (première diffusion)
- Canada : 1,501 million de téléspectateurs[16] (première diffusion + différé 7 jours)
- France : 3,91 millions de téléspectateurs (17,2 %)[14] (première diffusion)

- Matt Malloy : Jake McCrary
- Nikki SooHoo : Bai Liu, étudiante
- Joshua Brady : Aaron Holt, étudiant
- Jordan Patrick : Justin Arkman, étudiant
- Ian Gregg : Mason Buck, étudiant
- Caroline Arapoglou : Noni Turner, infirmière

### Épisode 3:Trois mots
- États-Unis : 8 octobre 2018 sur Fox
- Canada : 8 octobre 2018 sur CTV
- France :
  - 10 septembre 2019 sur Warner TV
  - 3 juin 2020 sur TF1[17]

- États-Unis : 4,92 millions de téléspectateurs[18] (première diffusion)
- Canada : 1,509 million de téléspectateurs[19] (première diffusion + différé 7 jours)
- France : 4,077 millions de téléspectateurs (16,1 %)[20] (première diffusion)

- Yaani King : Brianna Candelora
- Chris Myers : John Candelora
- Sonny Shroyer : Hugh Yokum

### Épisode 4:Moins une
- États-Unis : 15 octobre 2018 sur Fox
- Canada : 15 octobre 2018 sur CTV
- France :
  - 10 septembre 2019 sur Warner TV
  - 3 juin 2020 sur TF1[17]

- États-Unis : 4,68 millions de téléspectateurs[21] (première diffusion)
- Canada : 1,578 million de téléspectateurs[22] (première diffusion + différé 7 jours)
- France : 3,78 millions de téléspectateurs (16,6 %)[20] (première diffusion)

- Jane Leeves : Kit Voss
- Glenn Morshower : Marshall Winthrop
- Jenna Dewan : Julian Booth
- Michael Weston : Gordon Page
- Colin Hay : Rhys Barrett
- Malaya Rivera Drew : Naomi

### Épisode 5:Le Microbe
- États-Unis : 22 octobre 2018 sur Fox
- Canada : 22 octobre 2018 sur CTV
- France :
  - 17 septembre 2019 sur Warner TV
  - 10 juin 2020 sur TF1[23]

- États-Unis : 4,78 millions de téléspectateurs[24] (première diffusion)
- Canada : 1,445 million de téléspectateurs[25] (première diffusion + différé 7 jours)
- France : 4,20 millions de téléspectateurs (16,4 %)[26] (première diffusion)

### Épisode 6:Cauchemars
- États-Unis : 29 octobre 2018 sur Fox
- Canada : 29 octobre 2018 sur CTV
- France :
  - 17 septembre 2019 sur Warner TV
  - 10 juin 2020 sur TF1[23]

- États-Unis : 4,97 millions de téléspectateurs[27] (première diffusion)
- Canada : 1,776 million de téléspectateurs[28] (première diffusion + différé 7 jours)
- France : 3,83 millions de téléspectateurs (16,9 %)[26] (première diffusion)

### Épisode 7:Des cobayes à Chastain
- États-Unis /  Canada : 5 novembre 2018 sur Fox / CTV
- France :
  - 24 septembre 2019 sur Warner TV
  - 17 juin 2020 sur TF1[29]

- États-Unis : 4,93 millions de téléspectateurs[30] (première diffusion)
- Canada : 1,56 million de téléspectateurs[31] (première diffusion + différé 7 jours)
- France : 4,098 millions de téléspectateurs (16,3 %)[32] (première diffusion)

### Épisode 8:Un cœur dans une boîte
- États-Unis /  Canada : 19 novembre 2018 sur Fox / CTV
  - 24 septembre 2019 sur Warner TV
  - 17 juin 2020 sur TF1[29]

- États-Unis : 4,41 millions de téléspectateurs[33] (première diffusion)
- France : 3,78 millions de téléspectateurs (16,8 %)[32] (première diffusion)

### Épisode 9:La Dernière Danse
- États-Unis /  Canada : 26 novembre 2018 sur Fox / CTV
- France :
  - 1er octobre 2019 sur Warner TV
  - 24 juin 2020 sur TF1[34]

- États-Unis : 5,09 millions de téléspectateurs[35] (première diffusion)
- France : 4,086 millions de téléspectateurs (18,6 %)[36] (première diffusion)

### Épisode 10:Après la chute
- États-Unis /  Canada : 14 janvier 2019[37] sur Fox / CTV
- France :
  - 1er octobre 2019 sur Warner TV
  - 24 juin 2020 sur TF1[34]

- États-Unis : 5,51 millions de téléspectateurs[38] (première diffusion)
- France : 4,098 millions de téléspectateurs (18,8 %)[36] (première diffusion)

### Épisode 11:La Mort sur la conscience
- États-Unis /  Canada : 21 janvier 2019 sur Fox / CTV
- France :
  - 8 octobre 2019 sur Warner TV
  - 26 août 2020 sur TF1[39]

- États-Unis : 5,38 millions de téléspectateurs[40] (première diffusion)
- France : 3,227 millions de téléspectateurs (16 %)[41] (première diffusion)

### Épisode 12:Le Chemin de la peur
- États-Unis /  Canada : 28 janvier 2019 sur Fox / CTV
- France :
  - 8 octobre 2019 sur Warner TV
  - 26 août 2020 sur TF1[39]

- États-Unis : 5,28 millions de téléspectateurs[42] (première diffusion)
- France : 2,82 millions de téléspectateurs (16,1 %)[41] (première diffusion)

### Épisode 13:La Triple greffe
- États-Unis /  Canada : 4 février 2019 sur Fox / CTV
- France :
  - 15 octobre 2019 sur Warner TV
  - 2 septembre 2020 sur TF1[43]

- États-Unis : 5,42 millions de téléspectateurs[44] (première diffusion)
- France : 3,45 millions de téléspectateurs (15,2 %) (première diffusion en clair)

- Julianna Guill (Jessie Nevin)
- Chelsea Kurtz (Eloise Camden)
- Ray Proscia (Terry Camden)
- Sharon Omi (Florence Camden)

### Épisode 14:Mortelle Saint-Valentin
- États-Unis /  Canada : 11 février 2019 sur Fox / CTV
- France :
  - 15 octobre 2019 sur Warner TV
  - 2 septembre 2020 sur TF1[43]

- États-Unis : 5,24 millions de téléspectateurs[45] (première diffusion)
- France : 2,92 millions de téléspectateurs (15,0 %) (première diffusion en clair)

- Caroline Arapoglou : Noni Turner, infirmière

### Épisode 15:Femmes de tête
- États-Unis /  Canada : 18 février 2019 sur Fox / CTV
- France :
  - 22 octobre 2019 sur Warner TV
  - 9 septembre 2020 sur TF1[46]

- États-Unis : 5,13 millions de téléspectateurs[47] (première diffusion)
- France : 3,59 millions de téléspectateurs (15,6 %) (première diffusion en clair)

### Épisode 16:Gordon tout puissant
- États-Unis /  Canada : 4 mars 2019 sur Fox / CTV
- France :
  - 22 octobre 2019 sur Warner TV
  - 9 septembre 2020 sur TF1[46]

- États-Unis : 5,12 millions de téléspectateurs[48] (première diffusion)
- France : 3,09 millions de téléspectateurs (15,7 %) (première diffusion en clair)

### Épisode 17:Regrets
- États-Unis /  Canada : 18 mars 2019 sur Fox / CTV
- France :
  - 29 octobre 2019 sur Warner TV
  - 16 septembre 2020 sur TF1[49]

- États-Unis : 5,15 millions de téléspectateurs[50] (première diffusion)
- France : 3,46 millions de téléspectateurs (15,5%) (première diffusion en clair)

### Épisode 18:La Décision
- États-Unis /  Canada : 25 mars 2019 sur Fox / CTV
- France :
  - 29 octobre 2019 sur Warner TV
  - 16 septembre 2020 sur TF1[49]

- États-Unis : 4,97 millions de téléspectateurs[51] (première diffusion)
- France : 3,04 millions de téléspectateurs (15,6%) (première diffusion en clair)

### Épisode 19:Tempête de neige
- États-Unis /  Canada : 1er avril 2019 sur Fox / CTV
- France :
  - 5 novembre 2019 sur Warner TV
  - 23 septembre 2020 sur TF1

- États-Unis : 5,28 millions de téléspectateurs[52] (première diffusion)
- France : 3,44 millions de téléspectateurs (15,4%) (première diffusion en clair)

### Épisode 20:Si c'est pas maintenant, alors quand?
- États-Unis /  Canada : 15 avril 2019 sur Fox / CTV
- France :
  - 5 novembre 2019 sur Warner TV
  - 23 septembre 2020 sur TF1

- États-Unis : 4,55 millions de téléspectateurs[53] (première diffusion)
- France : 3,10 millions de téléspectateurs (16,0%) (première diffusion en clair)

### Épisode 21:Coincés
- États-Unis /  Canada : 22 avril 2019 sur Fox / CTV
- France :
  - 12 novembre 2019 sur Warner TV
  - 30 septembre 2020 sur TF1

- États-Unis : 4,85 millions de téléspectateurs[55] (première diffusion)
- France : 3,54 millions de téléspectateurs (15,3%) (première diffusion en clair)

### Épisode 22:Dernière chance
- États-Unis /  Canada : 29 avril 2019 sur Fox / CTV
- France :
  - 12 novembre 2019 sur Warner TV
  - 30 septembre 2020 sur TF1

- États-Unis : 5,16 millions de téléspectateurs[56] (première diffusion)
- France : 3,05 millions de téléspectateurs (15,5 %) (première diffusion en clair)

### Épisode 23:Le Patient fantôme
- États-Unis /  Canada : 6 mai 2019 sur Fox / CTV
- France :
  - 12 novembre 2019 sur Warner TV
  - 30 septembre 2020 sur TF1

- États-Unis : 5,06 millions de téléspectateurs[57] (première diffusion)
- France : 2,39 millions de téléspectateurs (18,2 %) (première diffusion en clair)

- Julianna Guill : Jessie Nevin
- Corbin Bernsen : Kyle Nevin
- Stephanie Hunt : Shira Smook
- Melinda Page Hamilton : Emma O'Neil
- Patrick R. Walker : Micah Stevens